# Liste der türkischen Botschafter in Saudi-Arabien
| Ernennung Akkreditierung | Botschafter            | Bemerkung | Ministerpräsident der Türkei | Saudischer König         | Posten verlassen |
| ------------------------ | ---------------------- | --------- | ---------------------------- | ------------------------ | ---------------- |
| 25. Mai 1926             | Süleyman Bey           |           | Ali Fethi Bey                | Hussein ibn Ali          | 10. Okt. 1927    |
| 10. Okt. 1927            | Abdülgani Seni Yurdman |           | Ali Fethi Bey                | Hussein ibn Ali          | 31. Juli 1931    |
| 5. Sep. 1931             | Ahmet Lütfullah        |           | Ali Fethi Bey                | Hussein ibn Ali          | 30. Aug. 1932    |
| 16. Dez. 1932            | Celal Arat             |           | Ali Fethi Bey                | Abd al-Aziz ibn Saud     | 30. Sep. 1936    |
| 25. Okt. 1936            | Muhiddin Raşit Paysal  |           | Ali Fethi Bey                | Abd al-Aziz ibn Saud     | 9. Juni 1937     |
| 9. Juni 1937             | Talat Acarer           |           | Celâl Bayar                  | Abd al-Aziz ibn Saud     | 3. Jan. 1938     |
| 4. Jan. 1938             | Sadullah Gören         |           | Celâl Bayar                  | Abd al-Aziz ibn Saud     | 1. Dez. 1941     |
| 19. Juli 1942            | Nizamettin Ayaşlı      |           | Ahmet Fikri Tüzer            | Abd al-Aziz ibn Saud     | 21. Aug. 1943    |
| 21. Jan. 1944            | Emin Ali Sipahi        |           | Ahmet Fikri Tüzer            | Abd al-Aziz ibn Saud     | 10. Juni 1945    |
| 4. Aug. 1945             | Mehmet Fuat Carım      |           | Ahmet Fikri Tüzer            | Abd al-Aziz ibn Saud     | 20. Dez. 1946    |
| 30. Jan. 1947            | Rıfkı Refik Pasin      |           | Hasan Saka                   | Abd al-Aziz ibn Saud     | 21. Mai 1949     |
| 26. Feb. 1950            | Alaattin Tiritoğlu     |           | Adnan Menderes               | Abd al-Aziz ibn Saud     | 14. Juli 1950    |
| 27. Feb. 1951            | Cevdet Dülger          |           | Adnan Menderes               | Abd al-Aziz ibn Saud     | 4. Okt. 1955     |
| 31. Okt. 1952            | Kemal Aziz Bayman      |           | Adnan Menderes               | Abd al-Aziz ibn Saud     | 16. Feb. 1957    |
| 30. Sep. 1957            | Mehmet İrfan Karasar   |           | Adnan Menderes               | Saud ibn Abd al-Aziz     | 3. Apr. 1960     |
| 28. Sep. 1960            | Abdüllahat Birden      |           | Cemal Gürsel                 | Saud ibn Abd al-Aziz     | 30. Dez. 1962    |
| 31. Jan. 1963            | Cemal Arsal            |           | İsmet İnönü                  | Saud ibn Abd al-Aziz     | 20. Juni 1963    |
| 29. März 1964            | Haluk Kocaman          |           | İsmet İnönü                  | Faisal ibn Abd al-Aziz   | 18. Jan. 1967    |
| 31. Dez. 1966            | Nejdet Özmen           |           | Suat Hayri Ürgüplü           | Faisal ibn Abd al-Aziz   | 1. Jan. 1971     |
| 1. Jan. 1971             | Celadet Kıyasi         |           | Nihat Erim                   | Faisal ibn Abd al-Aziz   | 1. Jan. 1977     |
| 1. Jan. 1977             | Fikret Bereket         |           | Süleyman Demirel             | Chalid ibn Abd al-Aziz   | 1. Jan. 1980     |
| 26. Feb. 1981            | Hüseyin Çelem          |           | Bülend Ulusu                 | Chalid ibn Abd al-Aziz   | 26. Sep. 1983    |
| 6. Sep. 1985             | Umut Arık              |           | Turgut Özal                  | Fahd ibn Abd al-Aziz     | 31. Jan. 1987    |
| 16. März 1987            | Mehmet Ercan Vuralhan  |           | Turgut Özal                  | Fahd ibn Abd al-Aziz     | 17. Sep. 1987    |
| 24. Jan. 1988            | Yaşar Yakış            |           | Turgut Özal                  | Fahd ibn Abd al-Aziz     | 6. Jan. 1992     |
| 7. Jan. 1992             | Ali Tuygan             |           | Süleyman Demirel             | Fahd ibn Abd al-Aziz     | 1. Dez. 1994     |
| 28. Dez. 1994            | Türkekul Kurttekin     |           | Tansu Çiller                 | Fahd ibn Abd al-Aziz     | 1. Jan. 1999     |
| 4. Jan. 1999             | Ahmet Sedat Banguoğlu  |           | Bülent Ecevit                | Fahd ibn Abd al-Aziz     | 1. Aug. 2001     |
| 1. Aug. 2001             | Osman Süleyman Durak   |           | Bülent Ecevit                | Fahd ibn Abd al-Aziz     | 1. Feb. 2004     |
| 2. Feb. 2004             | Uğur Doğan             |           | Recep Tayyip Erdoğan         | Fahd ibn Abd al-Aziz     | 24. Jan. 2007    |
| 15. Feb. 2007            | Naci Koru              |           | Recep Tayyip Erdoğan         | Abdullah ibn Abd al-Aziz | 20. Juli 2009    |
| 15. Jan. 2010            | Ahmet Muhtar Gün       | (* 1959)  | Recep Tayyip Erdoğan         | Abdullah ibn Abd al-Aziz | 24. Dez. 2013    |
| 24. Dez. 2013            | Yunus Demirer          |           | Recep Tayyip Erdoğan         | Abdullah ibn Abd al-Aziz |                  |